# Chiến tranh Boer
Chiến tranh dân Boer có hai thời kỳ, lần thứ nhất từ 16 tháng 12 1880 đến 23 tháng 3 1881. Chiến tranh dân Boer thứ nhì là cuộc chiến chính và được lịch sử nêu đến nhiều hơn, từ 11 tháng 10 1899 đến 31 tháng 5 1902.
Cuộc chiến xảy ra giữa Đế quốc Anh và hai nước độc lập tại nam châu Phi: Nhà nước Tự do Orange và Cộng hòa Nam Phi (còn gọi là Cộng Hòa Transvaal). Sau hơn 3 năm đấu tranh gay go, hai nền cộng hòa này phải đầu hàng và chịu khuất phục Đế quốc Anh.

## Dân Boer
Dân Boer đa số là dân Hà Lan sang khai hoang, dân Châu Âu ưa mạo hiểm đến đào vàng và tìm kim cương.

## Chiến tranh lần thứ nhất
Chiến tranh Boer lần thứ nhất (1880–1881), cũng còn được biết đến với tên gọi "Chiến tranh Transvaal," là một cuộc xung đột ngắn giữa những người định cư Boer chống lại âm mưu của Đế quốc Anh thôn tính Transvaal, nhằm tái lập nước cộng hòa này. Cuộc chiến này đáng ghi nhớ với tổn thất chênh lệch tới 10:1, mà phần thua thiệt thuộc về Anh.
Nguyên nhân
Đây không phải là vấn đề của những cuộc giao tranh nhỏ và cố gắng thiết lập tiếng Anh là ngôn ngữ chính thức. Đó là vì họ đã tìm thấy mỏ kim cương lớn nhất thế giới - tại Orange. Sự kiện này đã thu hút khu vực này một số lượng lớn người ngoại quốc, chủ yếu là những kẻ bất hảo và những người yêu thích tiền nhanh chóng từ các quốc gia khác nhau. Lĩnh vực kim cương nghiêm trọng đến mức nó là nguyên nhân đầu tiên của Chiến tranh Boer
Diễn tiến
Cuộc chiến Boer đầu tiên bắt đầu vào năm 1880. Lý do chính của nó được mô tả bởi từ duy nhất đúng - kim cương. Việc chiếm giữ tiền gửi kim cương, thuộc về Cộng hòa Orange, diễn ra nhanh chóng và dễ dàng - đó là một cuộc thôn tính cổ điển. Lực lượng chính và duy nhất hỗ trợ cho vụ bắt giữ này là một đội quân cưỡi ngựa gồm 26 cảnh sát. Tất cả mọi thứ, nhưng chẳng mấy chốc, Boers cảm thấy trên cổ họ là một thòng lọng mạnh mẽ của quản lý thực dân Anh. Họ được yêu cầu (hay đúng hơn là họ bị ép buộc) phải trả các khoản nợ thuế được cho là đã tích lũy trong những năm tự do của sự tồn tại của cộng hòa. Những người Boer chịu đựng tất cả điều này chỉ trong ba năm.
Lúc đầu, họ bao vây và bao vây tất cả các đồn bốt Anh trong lãnh thổ của Transvaal. Điểm đầu tiên, nhưng không phải là điểm thảm họa cuối cùng đối với quân đội Anh là đồng phục quân sự nổi tiếng của họ với đồng phục màu đỏ - mục tiêu tuyệt vời chống lại bối cảnh của châu Phi. Đó là bài học số một: những người chèo thuyền mặc trang phục nông thôn màu sắc - một tiền thân của đồng phục ka-ki, chống lại quân đội Anh thường xuyên mặc áo đỏ mà không rõ lý do, nếu chúng ta nói về chức năng và hiệu quả. Người Boer bỏ qua người Anh trong tất cả các khía cạnh chiến đấu nhanh chóng và cơ động. Xảo quyệt và tốc độ là ưu tiên chính của họ. Và nếu chúng ta coi rằng họ là những người bắn súng tuyệt vời, có kinh nghiệm về chuyển động nhanh, bí mật, biết địa hình và các đặc điểm địa hình khác, thì chiến thắng của Boer trước người Anh trong mọi trận chiến địa phương sẽ không gây ngạc nhiên. Các trận chiến cục bộ riêng biệt - một đặc điểm của Chiến tranh Boer đầu tiên, bởi vì trận chiến chính đã không xảy ra. Cuộc chiến này chỉ kéo dài ba tháng. Chính phủ Anh quyết định ngừng các hoạt động quân sự, để nhượng bộ và, trong khuôn khổ Công ước Pretoria, để cung cấp cho họ những đảm bảo và nghĩa vụ sau đây:
Transvaal được công nhận là một nhà nước tự trị
Công nhận lãnh chúa của Anh (gần như là lãnh chúa phong kiến chính, sở hữu tất cả đất đai).
Đại diện thường trực của Vương quốc Anh tại Pretoria.
Vương quốc Anh quyền nhập ngũ trong trường hợp chiến tranh.
Anh kiểm soát chính sách đối ngoại.
Tự do xuyên biên giới trong chính sách nội bộ của mình.
Kiểm soát hoàn toàn Transvaal của dân số châu Phi.
Hậu quả
Kết quả là, bốn năm sau khi sáp nhập vùng Orange giàu có, người Boer đã giành lại được độc lập, được củng cố thêm ba năm sau đó: năm 1884, một lệ đã bị loại bỏ trong Công ước Luân Đôn. Ngoài ra, biên giới phía tây của đất nước đã được làm rõ và phê duyệt, điều này đã đóng đinh vào quan tài có tên là Liên minh miền Nam Nam Phi - giấc mơ của người Anh về sự độc quyền hoàn toàn của thực dân trong khu vực. Người Boer đã giết chết giấc mơ của người Anh. Dù vậy, Anh đã rời khỏi nhà để liếm vết thương sau những thất bại đáng xấu hổ. Trước mắt họ là một kết luận quân sự nghiêm trọng nhất và sâu rộng.
Chiến tranh lần thứ nhì
Nguyên nhân
Các chiến dịch mở màn của cuộc Chiến tranh Boer lần thứ hai (1899 – 1902) đã phơi bày những điểm yếu không thể chối cãi của quân đội Anh bất chấp ba thập kỷ cải cách. Thảm kịch của cuộc chiến tranh này, không chỉ khiến người Boer mất nền độc lập vào tay người Anh (sau hơn 3 năm đấu tranh gian khổ) mà còn cướp đi sinh mạng của hàng nghìn phụ nữ và trẻ em Boer trong các trại tập trung, là một bước ngoặt với chính trường và xã hội Anh đầu thế kỷ 20. Cuộc chiến để lại quá nhiều bài học cho nước Anh.
Quân đội Anh đã liên tục được thay đổi để hoàn thiện. Những cải cách trong thập niên 1870 đã hợp lý hóa chế độ tuyển quân, huấn luyện và bố trí các lực lượng lục quân Anh. Họ đã ghép các tiểu đoàn lại với nhau, trao cho những đơn vị này các kho hàng cố định và thành lập một đội quân dự bị thường trực có quy mô tương đương lực lượng chính quy. Các điều kiện phục vụ trong quân ngũ được cải thiện đã nâng cao chất lượng tân binh, trong khi việc bãi bỏ cơ chế mua bán bằng cấp sĩ quan đã góp phần chuyên nghiệp hóa đội ngũ chỉ huy.
Đồng thời, quân đội Anh đã được tái vũ trang những vũ khí hiện đại, như súng trường Lee-Metford mang ổ đạn và loại cát tút mới chứa thuốc súng không khói; súng máy Maxim sử dụng lực nẩy để nạp đạn vào khóa nòng và đạt tốc độ bắn 600 viên/phút, nhanh gấp ba lần so với súng Gatling xuất hiện trước đó và kém chính xác hơn; pháo binh nòng rãnh xoắn nạp đạn ở khóa nòng có thể bắn liên tiếp các quả đạn có sức công phá lớn đi xa 2 đến 3 dặm Anh (3,2 đến 4,8 km).
Chính những hỏa lực này, xuất hiện trên chiến trường nhờ những phát minh khác trong thời đại chiến tranh công nghiệp như đường sắt xuyên sa mạc, đã góp phần làm nên chiến thắng cho tướng Herbert Kitchener ở Omdurman (Xuđăng) năm 1898.
Nhưng đó là chiến thắng trước một đội quân chỉ được trang bị toàn giáo mác, dao kiếm, các loại súng có tầm bắn ngắn và không có pháo binh đúng nghĩa. Đây gần như là cuộc chiến cuối cùng theo kiểu này. Bộ binh Anh dàn hàng đôi, đứng san sát nhau bắn những loạt đạn ngay hàng thẳng lối, như thể họ đang ở trong trận Waterloo (1845) hay Blenheim (1704).
Quân đội của Nữ hoàng Vitoria thời đó còn có một ưu điểm nữa là cực kỳ đa năng. Quy mô của đế chế Anh đòi hỏi quân đội nước này phải tiến hành "những cuộc chiến nhỏ" trên mọi loại địa hình – đồi núi, sa mạc, rừng rú, với mọi loại kẻ thù – người Trung Quốc, Abyssinia, Maori, Ashanti, Zulu, Afghanistan, Dervish, Pathan và những kẻ thù khác.
Ngoài việc thích ứng với những chiến thuật, địa hình và khả năng của các kiểu kẻ thù, quân đội Anh cũng cần phải ứng biến trước những thách thức to lớn về hậu cần. Chiến thắng thường phụ thuộc vào việc điều động quân số lớn, qua những quãng đường xa trên những địa hình cằn cỗi không thể đồn trú. Các kỹ sư đã mở đường, bắc cầu, lắp đặt đường sắt và các tuyến điện báo. Các sĩ quan vận tải của tướng Lord Chelmsford cần tới 27.000 con bò, 5.000 con la và 2.500 xe kéo để hỗ trợ cho chiến dịch của ông ở Zuzuland.
Nhưng điều đáng nói ở đây, đó là một đội quân chỉ thích nghi tương đối tốt với những cuộc chiến quy mô nhỏ trước những kẻ thù nhược tiểu, chứ không phải một đội quân có thể tiến hành một cuộc chiến tranh quy mô lớn với những kẻ thù cơ động, trang bị vũ khí hiện đại, giỏi đánh trận và bắn súng, có động cơ chiến đấu cao và được chỉ huy một cách bài bản. Diện mạo của Nam Phi đã thay đổi sau khi người Boer đánh bại người Anh ở Đồi Majuba năm 1881 và thuyết phục họ từ bỏ âm mưu nô dịch hóa cộng hòa Transvaal.
Kim cương được phát hiện ở Kimberley năm 1867, kéo theo sự hình thành một thị trấn 50.000 người với hoạt động khai thác kim cương bùng nổ tại đây. Thị trấn này do triệu phú – doanh nhân Cecil Rhodes, một kẻ mang tư tưởng đế quốc xảo quyệt, quản lý. Người Anh đã thôn tính Tây Griqualand năm 1871 và sát nhập khu vực này vào thuộc địa Cape, một tuyên bố chủ quyền bị bang Orange Free phản đối. Mặc dù vậy, không ai thực sự tin rằng người Boer độc lập của bang Orange Free sẽ dám cả gan phát động chiến tranh với Đế chế Anh để giành quyền kiểm soát những khu mỏ kim cương ở Kimberley. Song, yếu tố đã khiến mọi thứ thay đổi hoàn toàn là việc phát hiện ra vàng ở Witwatersrand năm 1886.
Khu vực Rand, như người ta vẫn thường nhắc đến, là một rặng núi dài 60 dặm chạy theo hướng đông-tây, cách Prêtôria, thủ đô của Transvaal khoảng 30 dặm về phía nam. Nơi đây đã từng và hiện vẫn là mỏ vàng lớn nhất thế giới. Khi thứ kim loại quý này được phát hiện lần đầu tiên, thông tin về nó đã tạo nên một cơn sốt đào vàng làm đảo lộn tình hình Transvaal. Vào năm 1899, số lượng những người tìm kiếm, công nhân và những thành phần khác đã vượt con số 100.000. Gần một nửa trong đó sống tại thị trấn khai mỏ mới Johannesburg, còn những người khác sống trong các khu định cư ở dãy núi Rand.
Người Boer gọi họ là Uitlander (những kẻ ngoại đạo) và quan hệ giữa hai chủng người da trắng này luôn trong trạng thái căng thẳng. Người Uitlander đòi quyền bỏ phiếu, nhưng vì họ có tới 60.000 người so với 30.000 người Boer, nên hệ quả sẽ là nền độc lập của Transvaal bị hủy hoại.
Yêu sách về quyền bầu cử là một mặt trận cho những toan tính của những kẻ tư bản hàng đầu như Cecil Rhodes và các lãnh chúa ở Rand... Mục đích của những người này thật đơn giản: Kiểm soát hoàn toàn lợi nhuận của các khu mỏ. Và nguyên nhân dẫn đến cuộc Chiến tranh Boer lần thứ hai chủ yếu là vì vàng.
Diễn tiến
Sau khi người ta phát hiện vàng vào năm 1886, Tổng thống Transvaal Paul Kruger thay vì hoan hỉ đã nói với người dân nước ông rằng "đúng hơn là các bạn nên buồn, vì chính vàng sẽ nhấn chìm đất nước chúng ta trong bể máu". Lường trước được tương lai, Tổng thống Kruger đã tái vũ trang cho đất nước mình.
Những mỏ vàng khổng lồ đã làm tăng thu nhập hàng năm của Transvaal từ 200.000 bảng năm 1886 lên 4 triệu bảng năm 1899. Nguồn thu dồi dào này được sử dụng để mua loại súng trường cao cấp Mauser và pháo Krupp của người Đức. Như vậy, đội quân nông dân của Transvaal đã ý thức được thực tế rằng họ đang đứng ở mảnh đất mà một bộ trưởng của Anh gọi là "khu vực giàu có nhất trên Trái Đất", và khi kẻ thù đến để cướp đoạt mảnh đất ấy từ tay họ thì họ đã sẵn sàng tái vũ trang để tiến hành một cuộc chiến tranh hiện đại dựa trên hỏa lực nhanh, chính xác và có tầm bắn xa.
Ngày 9/10/1899, Tổng thống Kruger ra tối hậu thư yêu cầu Anh rút quân khỏi các đường biên giới của người Boer và triệu hồi lực lượng tăng viện mới đến Nam Phi. Khi tối hậu thư hết hạn sau 48 tiếng đồng hồ, người Boer bắt đầu tấn công.
Dưới sự chỉ huy chung của tướng Piet Cronje, người Transvaal và người Free State đã bao vây thị trấn nhỏ Mafeking vào ngày 13/10 và Kimberley, thị trấn khai thác kim cương có tầm quan trọng hơn nhiều, vào ngày 15/10. Nhưng mục tiêu chính của họ là xâm lược toàn diện Natal, nhằm đánh lấn xuống cảng Durban, chiếm giữ cảng này trước khi các các lực lượng hùng mạnh của Anh có thể đặt chân đến, và từ đó thuyết phục chính quyền đế quốc từ bỏ nỗ lực chèn ép các nước cộng hòa Boer.
Tối hậu thư của Kruger đôi khi được xem như một đạo luật xâm lược. Nhưng điều đó chẳng có nghĩa lý gì khi chính người Anh mới là những kẻ xâm lược. Họ đang tập trung các lực lượng cho cuộc quyết chiến, và Kruger, cũng giống như người đồng cấp của ông ở Free State là Marthynus Steyn, hiểu quá rõ điều này. Trước đó bốn năm, ông trùm Cecil Rhodes từng âm mưu tiến hành một cuộc đảo chính của người Uitlander, được gọi là "Cuộc đột kích Jameson", với sự tiếp tay của một số quan chức cấp cao trong chính phủ Anh. Thất bại của cuộc chính biến này càng khiến những vai chính của màn kịch nung nấu một âm mưu nguy hiểm hơn. Hai tuần trước khi Kruger ra tối hậu thư, vẫn chính phủ nói trên của Anh đã chấp thuận đề nghị của tướng Milner gửi một lực lượng chi viện đáng kể.
Kruger đã phát động cuộc tấn công phủ đầu nhằm bảo toàn nền độc lập của đất nước mình. Kế hoạch của ông là huy động tất cả 50.000 dân thành thị – 30.000 người Transvaal và 20.000 người Orange Free State – và đè bẹp 14.750 quân chính quy Anh đang đóng ở Nam Phi trước khi quân tăng viện đến.
Trong trường hợp đó, lực lượng xâm lược phía đông đã từ bỏ cuộc tấn công chiến lược để vây hãm Ladysmith, nơi phần lớn các lực lượng Anh đóng ở Natal dồn về. Điều này có nghĩa là khi lực lượng tác chiến chủ lực của Anh đến, gồm 47.000 quân dưới sự chỉ huy của tướng Redvers Buller, thì một đợt di chuyển ban đầu và những cuộc chiến quy mô nhỏ đã lắng xuống thành ba cuộc vây hãm ở ba vị trí riêng rẽ nằm cách xa biên giới của các nước cộng hòa Boer. Điều này sau đó đã quyết định cục diện của giai đoạn hai của cuộc chiến.
Với khả năng về ba mũi tấn công vào lãnh thổ Boer, tướng Buller có trong tay ba phương án chính: có thể đi theo tuyến đường sắt chạy qua mé phía tây lãnh thổ Boer và tiến đến giải vây cho Kimberley; hoặc có thể đi theo tuyến đường sắt trung tâm chạy qua giữa lãnh thổ Boer, trong đó có hai thủ đô của kẻ thù là Bloemfontein và Prêtôria; hoặc có thể tiến từ Natal để giải vây cho Ladysmith và xâm lược lãnh thổ Boer từ phía đông. Trên thực tế, Buller tiến quân theo cả ba hướng và chính sự chia nhỏ lực lượng này đã khiến quân đội Anh phải trả giá đau đớn.
Ngày 10/12/1899, khoảng 3.000 quân của tướng William Gatacre thất bại trong trận Stormberg ở khu vực miền Trung. Ngày hôm sau, 10.000 quân của tướng Lord Paul Methuen bị đánh tan tác khi tìm cách đột kích các cứ điểm của người Boer ở Magersfontein, cách Kimberley vài dặm về phía nam. Ngày 15/10, với chủ lực 20.000 quân trong tay ở bắc Natal, chính tướng Buller cũng hứng chịu một thất bại không kém phần thê thảm khi tìm cách vượt sông Tugela ở Colenso để đến giải vây cho Ladysmith.
Tuần Đen tối làm 2.500 binh sĩ Anh tử trận và bị thương. Việc tập trung vào một trong ba trận chiến nói trên sẽ cho phép chúng ta phân tích những thất bại về mặt quân sự của người Anh.
Mục tiêu trước mắt của tướng Mathuen ở chiến trường phía tây là giải vây cho Kimberley. Lực lượng 10.000 quân của ông phải đương đầu với 8.000 người Transvaal và Free State dưới sự chỉ huy của tướng Piet Cronje và tướng "Koos" De La Rey. Người Boer đã áp dụng một số chiến thuật nhằm làm trì hoãn bước tiến của Methuen và gây ra những thương vong đáng kể cho đối phương, trong khi họ chỉ phải chịu tổn thất tối thiểu. Và người Boer luôn chủ động đón trước bất cứ đột phá hay bước chuyển hướng nào của người Anh.
Tướng Cronje, tư lệnh cao cấp của người Boer, khá thận trọng và bảo thủ. Ngược lại, tướng De La Rey là một chỉ huy táo bạo và giàu trí tưởng tượng. Chính ông đã vạch ra các chiến thuật mang lại cho người Boer một vị thế quyết đoán hơn ở Magersfontein, nơi một dãy kopjes – những quả đồi thấp – chạy theo hướng tây bắc-đông nam bao quanh con đường dẫn đến Kimberley ngay phía bắc sông Modder.
Methuen không vội. Ông cho lính tráng nghỉ ngơi vài ngày và đợi chi viện đến trước khi phát động một cuộc tấn công mới. Tuy nhiên, Methuen hầu như không có bất cứ động thái nào khác trong thời gian này. Đặc biệt, khả năng do thám của Methuen rất kém. Mặc dù có sẵn cả khinh khí cầu trinh sát và một số đáng kể khinh kỵ, nhưng ông này dường như đã không sử dụng chúng để xác định chính xác vị trí các công sự của người Boer. Vị chỉ huy này đinh ninh rằng đối phương sẽ triển khai tại các sườn đồi của dãy kopjes.
Với phán đoán đó, chiều chủ nhật ngày 10/12, Methuen ra lệnh nã pháo dồn dập trong vòng 2 tiếng đồng hồ vào các sườn đồi. Tiếng pháo rít tựa hồ âm thanh một đoàn tàu tốc hành mở hết tốc lực lao vút đi. Những quả đạn pháo nổ tung trên các sườn đồi khiến đất đá văng tun
Cơn bão đạn
Toàn bộ màn tấn công của quân Anh, được coi là một trong những đợt hỏa lực lớn nhất kể từ sau cuộc vây hãm Sevastopol ở Crimea, Ucraina (1854 – 1855), khiến tổng cộng... ba người Boer bị thương.
Chiến dịch này nhằm tạo điều kiện cho một cuộc hành quân trong đêm của Lữ đoàn Highland qua các sườn đồi trước lúc trời tảng sáng. Trong đó đồi Magersfontein, quả đồi chính trong dãy kopjes (những quả đồi thấp), là mục tiêu chính. Lữ đoàn Highland do tướng Andrew Wauchope chỉ huy. Tuy nhiên, ông này không ưa gì kế hoạch của Methuen.
Wauchope đánh thức binh lính của mình dậy ngay sau nửa đêm ngày 11/12/1899 và yêu cầu họ xếp thành "những hàng dọc". Kiểu đội hình ô li dày đặc này biến Lữ đoàn Highland thành nhiều đại đội san sát nhau. Theo đó, khoảng 3.500 quân đã dồn vào thành một hàng dọc dài 150 m và rộng 45 m với đội Black Watch đứng đầu, tiếp đến là Seaforths, Argylls và Đội khinh binh Highland. Cách bố trí đội hình này của tướng Wauchope là nhằm đảm bảo lực lượng của ông duy trì sự kết dính, tốc độ và phương hướng trong cuộc hành quân đêm.
Khi Lữ đoàn Highland tiếp cận vị trí của người Boer thì trời bắt đầu sáng. Một thiếu tá có tên Benson đã hai lần gợi ý Wauchope là đã đến lúc dàn quân thành hàng ngang. Sẽ phải mất khoảng 10 phút để chuyển tất cả các đại đội đang hành quân theo hàng dọc thành một hỏa tuyến duy nhất. Việc triển khai kịp thời biện pháp này là hết sức cấp bách vì Lữ đoàn Highland có thể bị mắc kẹt trong một đội hình dày đặc vừa là mục tiên ngon ăn của kẻ thù vừa gây khó khăn cho hầu hết các binh sĩ trong việc bắn trả.
Nhưng Wauchope lại lo ngại quân của ông bị phơi mình giữa nơi đồng không mông quạnh, cách xa các công sự của kẻ thù. Do đó, ông muốn tiến càng gần càng tốt trước lúc rạng đông, và cách nhanh nhất để hành quân là đi thành hàng dọc. Cuối cùng, khi ông quyết định triển khai theo đội hình này thì Lữ đoàn Highland đã vướng phải một dải bụi rậm gai và việc thay đổi đội hình bị chậm lại một chút. Và chính sự chậm trễ này là yếu tố gây chết người.
Quân Highland chỉ còn cách dải kopjes khoảng hơn 600 mét. Đến thời điểm này, rốt cuộc thì mệnh lệnh triển khai đội hình từ hàng dọc dày sang hàng ngang mở đã được truyền đến tiểu đoàn đi đầu. Nhưng trớ trêu thay, trước khi mệnh lệnh được thực hiện thì màn đêm đã bị xé toang bởi những làn đạn chói lóa của hàng trăm khẩu súng trường chỉ ở cách đó 400 mét, như thể ai đó đã bấm nút và bật lên hàng triệu chiếc bóng đèn điện.
Hỏa lực gần, chóng vánh và chính xác của người Boer, được triển khai đồng loạt bởi những tay súng thiện xạ trang bị loại súng trường ổ đạn hiện đại chỉ cách khoảng 350 mét, ập vào một lực lượng đứng theo đội hình dày đặc. Và chiến thuật do tướng De La Rey triển khai chính là yếu tố gây hiệu quả sát thương đặc biệt cao cho người Anh.
Ban đầu người Boer đào chiến hào trên các sườn đồi như cách mà họ vẫn làm trước đó, nhưng tướng De La Rey đã đề xuất chiến thuật mà tờ "The Times History" sau này gọi là "một trong những ý tưởng táo bạo và độc đáo nhất trong lịch sử chiến tranh". Đó là một sự đổi mới mà gần như chắc chắn sẽ bị bóp chết từ trong trứng nước, cho dù được đề xuất bởi một sĩ quan giàu trí tưởng tượng của Anh, vì nó đi ngược lại học thuyết quân sự truyền thống và liên quan đến quyết định phản trực giác là bỏ chỗ cao để chiến đấu nơi bằng phẳng.
Các chiến hào của người Boer không hề nằm bên trên mà ở phía trước các quả đồi. Điều này giải thích cho lý do tại sao tiền tuyến của người Boer hóa ra chỉ cách Lữ đoàn Highland có khoảng 300 mét trong khi tướng Wauchope cứ đinh ninh vẫn còn hơn 400 mét phía trước. Nó cũng lý giải tại sao cuộc oanh kích mở màn dữ dội của tướng Methuen lại kém hiệu quả đến vậy. Thực tế rất đơn giản, người Anh cho rằng các chiến hào của người Boer nằm trên các sườn đồi, nhưng họ không biết chắc điều này trong khi khả năng do thám kém đến nỗi không ai phát hiện ra sự thật từ trước lúc cuộc chiến nổ ra. Ở khía cạnh này, người Anh tỏ ra quá tệ trong việc thích ứng với chiến trường "trống trải" mở rộng vốn trở nên cần thiết nhờ hỏa lực hiện đại.
Bất chấp điều này, tướng De La Rey trước đó đã không thể thuyết phục Cronje vì đề xuất táo bạo của ông mâu thuẫn với tất cả những học thuyết quân sự hiện thời, kể cả của người Boer. Và Tổng thống Steyn đã phải đích thân can thiệp để dàn xếp cuộc tranh cãi này theo hướng ủng hộ kế hoạch của De La Rey. Theo đó, người Boer đào các chiến hào sâu, hẹp và được ngụy trang khéo léo dưới chân các quả đồi. Những chiến hào này tạo ra ba lợi thế: thứ nhất, hiệu quả hơn trong việc bảo vệ người Boer khỏi cuộc oanh tạc trước khi tấn công và giúp họ ẩn náu trong khi tấn công so với trường hợp họ ở trên sườn đồi; thứ hai, biện pháp này sẽ khiến kẻ thù bất ngờ, ít nhất trong đợt tấn công đầu tiên; và cuối cùng tạo ra độ sát thương cao hơn.
Lợi thế thứ ba cần được giải thích một chút: Súng bắn từ trên cao thường nhằm vào những mục tiêu nhiều khi khó phân biệt với cảnh vật xung quanh. Hơn nữa, những phát súng bắn trượt lại găm xuống đất và ít có khả năng trúng vào mục tiêu khác. Trong khi đó, các phát súng được bắn ở địa hình bằng phẳng lại hoàn toàn khác. Mục tiêu thường nổi bật trên nền trời, đặc biệt nếu mặt trời ở phía sau lưng các tay súng, và những phát đạn trật mục tiêu ở hàng thứ nhất có thể tiếp tục bay và găm vào những người ở phía sau.
Bài học để sống sót
Các điều kiện để áp dụng thành công kế hoạch của tướng De La Rey ở Magersfontein đạt độ hoàn hảo vào rạng sáng 11/12/1899. Khi cơn bão hỏa lực xé toạc Lữ đoàn Highland thì đội quân này nhanh chóng rơi vào cảnh hỗn loạn.
Tướng Wauchope di chuyển lên phía trước để quan sát xem các chiến hào của người Boer kéo dài bao nhiêu. Sau đó, ông ra lệnh cho trung tá John Coode của đội Black Watch dàn quân sang phía tay phải. Tuy nhiên, chỉ vài phút sau, cả Wauchope lẫn Coode đều bị bắn chết. Cuối cùng 17 trên tổng số 22 sĩ quan của đội Black Watch đã bỏ mạng hoặc bị thương và bất cứ viên sĩ quan nào xông xáo thu thập thông tin hay ra mệnh lệnh đều có khả năng dính đạn. Trên thực tế, khả năng chỉ huy và kiểm soát trên tuyến đầu của quân Anh đã mất tác dụng, trong khi các binh sĩ phía sau nằm bẹp rúm ró dưới những làn đạn bay vèo vèo trên đầu trong khi bắp chân phỏng rát vì sức nóng như thiêu đốt của ánh nắng mặt trời (quân Highland mặc loại váy truyền thống của người Xcốtlen khi ra trận).
Ở hàng cuối, mọi thứ còn tồi tệ hơn. Cú sốc ban đầu do lưới lửa đạn như vũ bão của người Boer dường như đã lan tỏa đến toàn bộ các tuyến, gây nên hiệu ứng phong cầm (hiệu ứng đàn xếp) đối với cả hàng, làm xáo trộn hàng ngũ giữa các đội Black Watch, Argylls và Seaforths, trong khi phần lớn các binh sĩ của đội khinh binh Highland giẫm đạp lên nhau, giày xéo cả sĩ quan chỉ huy của họ, để tháo chạy về phía sau.
Ngay từ đầu chỉ có một số ít bỏ chạy. Nhiều binh sĩ nằm rạp xuống hoặc nhốn nháo xếp thành một kiểu hỏa tuyến nào đó. Một nhóm quân Seaforths thậm chí còn thực hiện thành công một đợt tấn công, vượt qua một khoảng trống giữa các chiến hào của người Boer, tiến lên một vùng đất cao ở phía sau và có thể đi vòng đến toàn bộ vị trí của người Boer. Họ thậm chí còn lao đến đúng chỗ tướng Piet Cronje và sáu viên sĩ quan tham mưu của ông. Chỉ chừng ấy là đủ để ngăn cản bước tiến cho đến khi quân tăng viện Boer đến và quét sạch những kẻ xâm nhập.
Nhưng hầu hết các binh sĩ Highland không thể làm gì ngoài việc khom người, nấp đằng sau các tổ kiến và bụi rậm, hay bất cứ một chỗ ẩn mình tối thiểu nào mà họ có thể tìm thấy, chờ đợi và hy vọng được cứu nguy. Một số thì lao vào chiến đấu, để giải thoát họ khỏi những thử thách khác như nỗi sợ hãi, nóng bức, đói khát và những đôi chân phồng rộp đau rát.
Đội quân Gordons dự phòng được đưa lên tiền tuyến vào lúc 11 giờ trưa. Họ len lỏi qua Lữ đoàn Highland, với những binh sĩ đang nằm sõng soài, và tiến gần hơn đến các chiến hào của kẻ thù so với những người đồng đội. Nhưng rồi lực lượng này cũng phải dừng bước, tìm nơi ẩn náu, và điều đó chỉ làm tăng số lượng những binh sĩ phải phơi mình trên những đồng cỏ chói chang trước các vị trí của người Boer.
Trong khi đó, tướng Methuen không có bất cứ động thái nào để hỗ trợ lực lượng Highland đang khốn đốn của ông, mà chỉ ra lệnh cho họ bám trụ cho đến khi trời tối. Không rõ mệnh lệnh này có được truyền đến các sĩ quan vùng chiến sự hay không. Chỉ biết rằng một số di chuyển để đối phó với cuộc tấn công nhằm vào sườn phải của lính biệt kích Boer đã khiến một số sĩ quan hiểu lầm là hành động bắt đầu rút quân. Ý nghĩ này đã nhanh chóng lan truyền ra cả đội quân và toàn bộ lữ đoàn bắt đầu lồm cồm đứng dậy và chậm rãi thoái lui.
Nhưng chuyển động này đã dẫn đến phản ứng mạnh mẽ từ các chiến hào của người Boer nơi làn hỏa lực đạt đến một cao trào mới, gây tổn thất nghiêm trọng cho những hàng quân đang nhô lên. Cuối cùng, cuộc rút quân tuần tự theo mệnh lệnh, mặc dù xuất phát từ sự hiểu lầm, đã bất ngờ trở thành một cuộc tháo chạy tán loạn.
Phóng viên của tờ "Morning Post" mô tả "họ đổ về như một làn sóng mà không chỉ huy nào có thể ngăn nổi. Người ta có thể thấy các binh sĩ tháo chạy như những bầy ong vỡ tổ cho đến khi thoát khỏi tầm bắn và vứt bỏ súng ống ngổn ngang trên chiến trường mà không ai hỗ trợ họ. Đây có lẽ là cảnh tượng đau đớn nhất mà một binh sĩ Anh thời nay từng chứng kiến".
Sau khi ra khỏi tầm bắn của súng trường, các sĩ quan có thể tập hợp người của họ lại, nhưng khi họ đang tìm nước uống trên các xe kéo để thỏa mãn cơn khát thì pháo của người Boer bắt đầu khai hỏa và dội xuống vị trí của tàn quân, gây nên cảnh tan tác thứ hai khiến Lữ đoàn Highland kiêu hãnh một lần nữa biến thành những đám đông nhốn nháo, hoảng loạn.
Người Anh mất tổng cộng 971 quân ở Magersfontein. Trong số đó có 355 lính thuộc đội Black Watch. Tổng cộng con số thương vong của tướng Methuen tương đương với 7% lực lượng của ông, trong khi con số này đối với Black Watch là 3/4 đội ngũ sĩ quan và gần 40% quân số.
Người Anh giữ trận địa của họ trong ngày tiếp theo, đấu pháo với người Boer và đưa Lữ đoàn Vệ binh lấn vào tầm đạn từ các chiến hào của người Boer. Nhưng không có cuộc tấn công thực sự nào diễn ra. Tiếng súng trên chiến trường đã lắng xuống để các đội quân y của cả hai bên tỏa ra chăm sóc thương binh. Tướng Methuen sau đó rút quân vào ngày 13/12/1899 về sông Modder. Cuộc vây hãm Kimberley vẫn tiếp tục.
Trận Magersfontein đã bộc lộ một hình thái chiến tranh mới. Đó là "chiến trường trống trải" khi các binh sĩ buộc phải tản ra, ẩn mình vào thực địa. Những "cơn bão" hỏa lực từ các loại khẩu súng trường mang ổ đạn, súng máy và pháo binh hiện đại như ở Magersfontein khiến người Anh sực tỉnh về bài học tự lực và khả năng ứng biến với môi trường chiến đấu luôn thay đổi, nếu như họ còn muốn sống sót.
Hậu quả
Cuộc chiến đấu tại Paardeberg khiến 1.270 người Anh bị thương, phần lớn trong số đó đã xảy ra trong các cuộc tấn công ngày 18 tháng 2. Đối với Boers, thương vong trong giao tranh tương đối nhẹ, nhưng Cronje buộc phải đầu hàng 4.019 người còn lại trong hàng ngũ của mình. Sự thất bại của lực lượng Cronje đã mở đường đến Bloemfontein và làm tổn hại nghiêm trọng đến tinh thần của Boer. Nhấn vào thành phố, Roberts chuyển một lực lượng Boer tại Poplar Grove vào ngày 7 tháng 3, trước khi chiếm thành phố sáu ngày sau đó.